# Cantón de Saint-Chinian
El cantón de Saint-Chinian era una división administrativa francesa, que estaba situada en el departamento de Hérault y la región de Languedoc-Rosellón.

## Composición
El cantón estaba formado por trece comunas:
- Agel
- Aigues-Vives
- Assignan
- Babeau-Bouldoux
- Cazedarnes
- Cébazan
- Cessenon-sur-Orb
- Cruzy
- Montouliers
- Pierrerue
- Prades-sur-Vernazobre
- Saint-Chinian
- Villespassans

## Supresión del cantón de Saint-Chinian
En aplicación del Decreto n.º 2014-258 de 26 de febrero de 2014, el cantón de Saint-Chinian fue suprimido el 22 de marzo de 2015 y sus 13 comunas pasaron a formar parte del nuevo cantón de Saint-Piers-de-Thomières.